# ウツヨキ
ウツヨキ（フィンランド語: Utsjoki [ˈutsjoki]、イナリ・サーミ語：Uccjuuhâ、北部サーミ語：Ohcejohka [ˈoht͡seˌjohka]、スコルト・サーミ語：Uccjokk）は、フィンランドのラッピ県にある基礎自治体（以下、本稿では便宜上「市」と表記する）。同県イナリとノルウェーに隣接する。1876年に市制施行された。人口は1176人（2021年12月末）、面積は5372平方キロメートル（このうち水域が228平方キロメートル）。人口密度は1平方キロメートルあたり0.23人である。
フィンランドの市のなかで、サーミ語話者の割合が46.6%と最も高く、フィンランド語と北部サーミ語の二言語が公用語となっている。
北極海にそそぐテノ川（ノルウェー名：タナ川）がノルウェー国境である。テノ川にはサケが多いため、釣り場として人気がある。フィンランドおよび欧州連合で最北の村であるヌオルガムには、世界最北の陸上国境が通る。
ウツヨキは、フィンランド最長の高速道路である高速4号線 (en:Finnish national road 4) の北端である。欧州自動車道路のE75号線は、サーミ橋を越えてノルウェーまで伸びる。
市内には面積712平方キロメートルのケヴォ自然保護区がある。同保護区内には、ケヴォ峡谷の断崖を通過する全長63キロメートルの遊歩道がある。

## ギャラリー

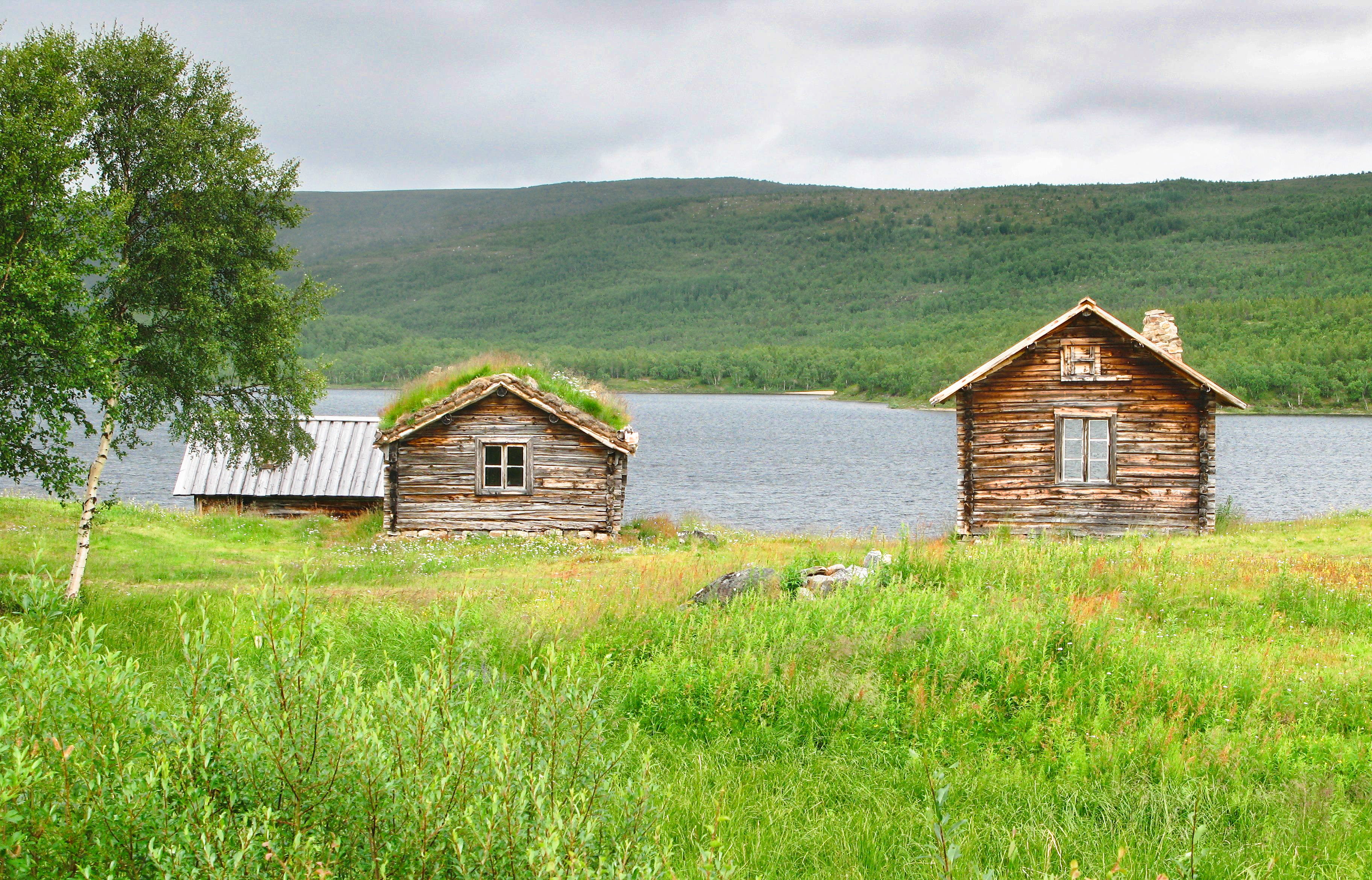
市内のマントヤルヴィ村
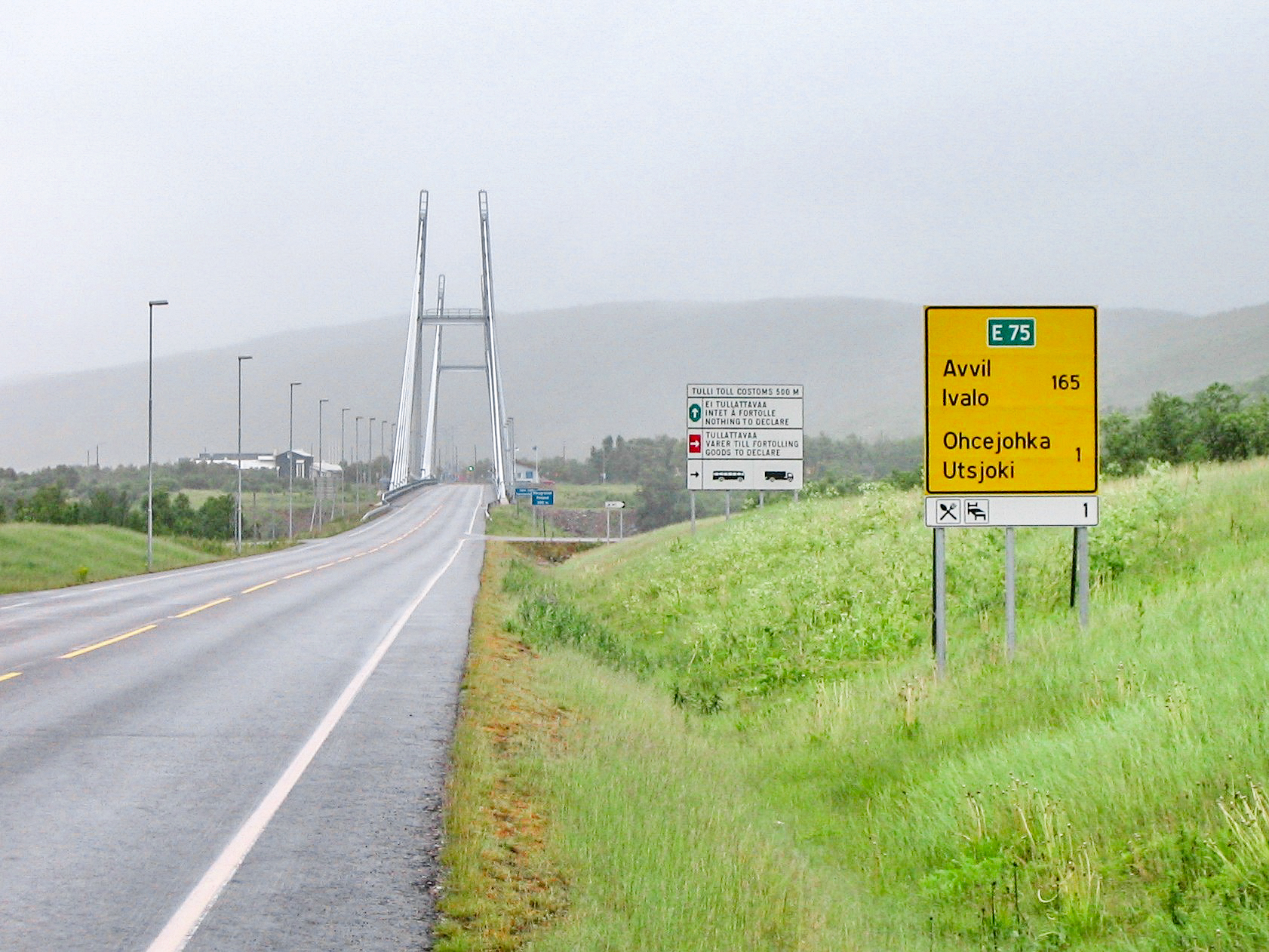
ノルウェー側からみたウツヨキ
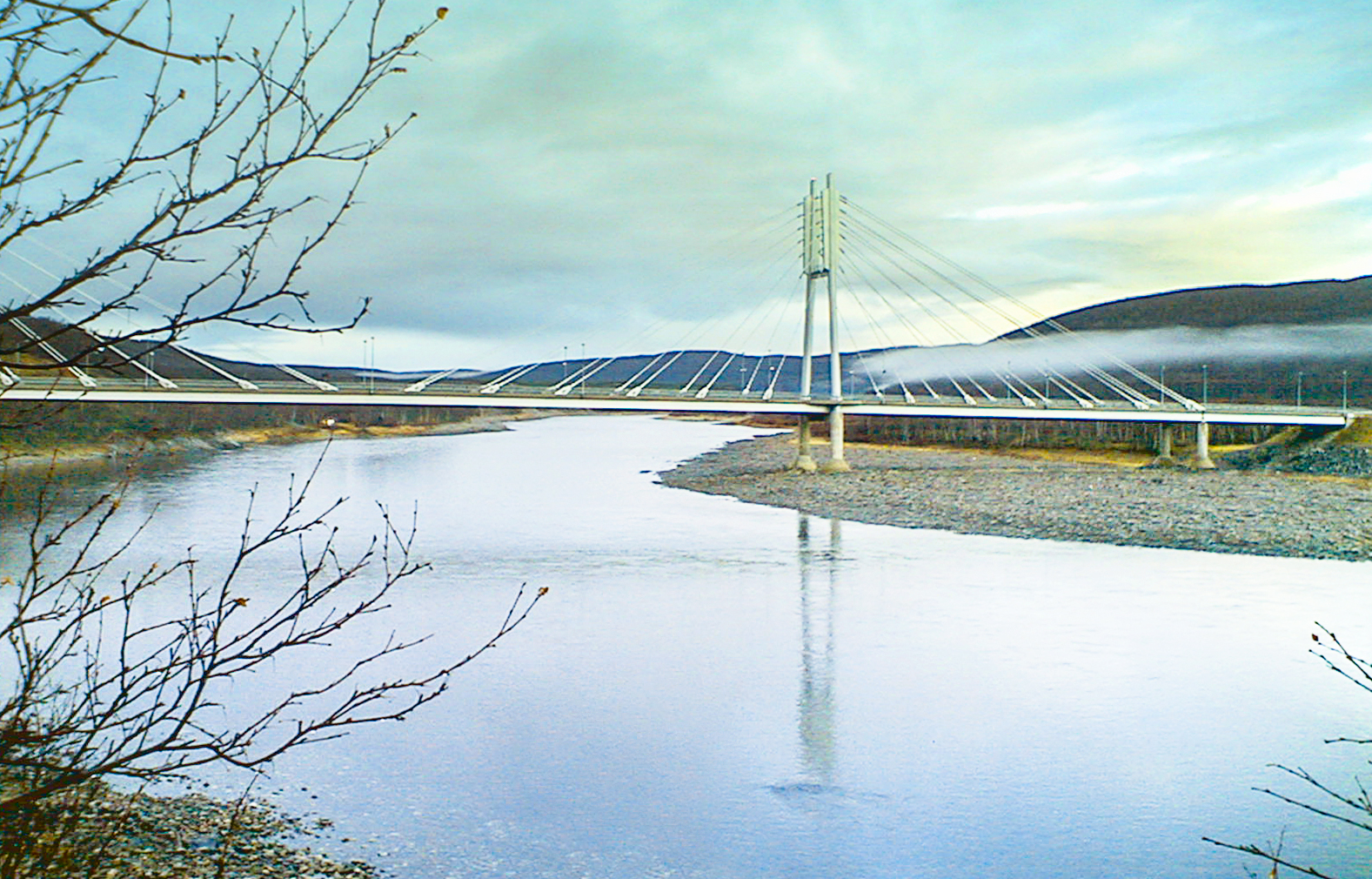
ノルウェー国境のサーミ橋